# أبو مخلد الطبري
أبو مخلد عبد الله بن يحيى الطبري كان رجل دولة إيرانيًا من طبرستان، خدم الحاكم الزائري مردويج (حكم 930-935 م)، ثم الحاكم البويهي للعراق معز الدولة (حكم 945-967 م). ويُحتمل أنه ابن علي يحيى بن عبد الله الطبري، السكرتير الذي خدم البريديين في البصرة.